# Zakia Khudadadi
Zakia Khudadadi também escrito como Zakia Khodadadi (Pashto; 1997/1998)  é uma atleta de taekwondo afegã. Ela é a primeira mulher afegã a praticar o esporte e iria representar o seu país nas Paralimpíadas de 2020, mas foi negada a oportunidade de competir em sua devido à tomada de poder do Taleban no Afeganistão. Ela teria sido a primeira mulher competidora paraolímpica afegã.

## Biografia
Zakia é originária da província de Herat  e ganhou destaque depois de vencer o Campeonato Africano Internacional de Parataekwondo em 2016 aos 18 anos.
Zakia estava motivada para praticar o taekwondo, uma vez que as únicas medalhas olímpicas do Afeganistão foram no taekwondo em 2012 e 2016. Ela foi inspirada por Rohullah Nikpai, considerada a única medalhista olímpica do Afeganistão . Ela, como muitas outras mulheres no Afeganistão, foram incentivadas a competir em eventos esportivos semelhantes aos do sexo masculino apenas após a queda do Taleban  em 2001. No entanto, ela teve a maioria das sessões de treinamento em casa e no quintal, pois suas oportunidades de representar os clubes locais foram prejudicadas devido à presença do Taleban em sua província natal.
Ela ganhou o Campeonato Africano Internacional de Parataekwondo 2016, que foi realizado no Egito. E recebeu uma inscrição como uma vaga wild card para participar dos atrasados Jogos Paraolímpicos de Verão de 2020, realizado em Tóquio. Ela foi escolhida como uma das duas competidoras do Afeganistão ao lado do atleta de atletismo Hossain Rasouli para as Paraolimpíadas. Zakia estava pronta para competir no evento feminino K44 até 49 kg.
A atleta deixou seu país e viajou para Cabul  afim de se preparar, participando de um treinamento antes das Paraolimpíadas de verão. No entanto, o Afeganistão foi forçado a se retirar do evento após a Queda de Cabul para o Taleban. Outros atletas afegãos também não puderam sair de Cabul devido ao fechamento dos aeroportos. Ela se escondeu e também pediu ajuda imediata afim de tomar providências para sua participação nas Paraolimpíadas de Tóquio. Ela foi confirmada para estar na lista de evacuação da Espanha.